# ألفرد إريكسن
ألفرد إريكسن (بالنرويجية البوكمول: Alfred Eriksen)‏ هو سياسي نرويجي، ولد في 30 أغسطس 1864، وتوفي في 4 مايو 1934. حزبياً، نشط في حزب العمال والحزب الليبرالي. وقد انتخب عضو برلمان النرويج ‏.